# Berchida e Bidderosa
Berchida e Bidderosa este o arie protejată (arie specială de conservare — SAC, sit de importanță comunitară — SCI) din Italia întinsă pe o suprafață de 2.660 ha, din care 31 % marine.

## Localizare
Centrul sitului Berchida e Bidderosa este situat la coordonatele 40°30′13″N 9°48′56″E / 40.503611°N 9.815556°E.

## Înființare
Situl Berchida e Bidderosa a fost declarat sit de importanță comunitară în septembrie 1995 pentru a proteja 23 de specii de animale. Situl a fost protejat și ca arie specială de conservare în aprilie 2017.

## Biodiversitate
Situată în ecoregiunea mediteraneană, aria protejată conține 23 de habitate naturale: Dune împădurite cu Pinus pinea și/sau Pinus pinaster, Dune mobile de-a lungul țărmului cu Ammophila arenaria („dune albe”), Galerii de Salix alba și de Populus alba, Phrygana endemică cu Euphorbio-Verbascion, Straturi cu Posidonia (Posidonion oceanicae), Formațiuni scunde de Euphorbia în apropierea falezelor, Pășuni mediteraneene udate de apa mării (Juncetalia maritimi), Dune de coastă cu Juniperus spp., Dune de pe litoral fixate cu Crucianellion maritimae, Golfuri mici largi și golfuri puțin adânci, Tufărișuri halofile mediteraneene și termo-atlantice (Sarcocornetea fruticosi), Păduri de Olea și Ceratonia, Păduri aluvionare cu Alnus glutinosa și Fraxinus excelsior (Alno-Padion, Alnion incanae, Salicion albae), Dune cu vegetație ierboasă Brachypodietalia cu specii anuale, Dune mobile cu vegetație embrionară, Lagune de coastă, Faleze cu vegetație de Limonium spp. endemic de pe coastele mediteraneene, Recifuri, Matorral arborescenți cu Juniperus spp., Tufărișuri termo-mediteraneene și de pre-deșert, Vegetație anuală la limita mareei, Bancuri de nisip acoperite în permanență slab de apă marină, Stepe sărăturate mediteraneene (Limonietalia).
La baza desemnării sitului se află mai multe specii protejate:
- păsări (20): pescăruș albastru (Alcedo atthis), Alectoris barbara, fâsă-de-câmp (Anthus campestris), stârc roșu (Ardea purpurea), Calonectris diomedea, caprimulg (Caprimulgus europaeus), erete de stuf (Circus aeruginosus), erete vânăt (Circus cyaneus), șoim călător (Falco peregrinus), piciorong (Himantopus himantopus), sfrâncioc roșiatic (Lanius collurio), Larus audouinii, ciocârlie de pădure (Lullula arborea), Phalacrocorax aristotelis desmarestii, Phalacrocorax carbo sinensis, Phoenicopterus ruber, chiră de baltă (Sterna hirundo), chiră mică (Sternula albifrons), Sylvia sarda, silvie de tufiș (Sylvia undata)
- nevertebrate (1): Papilio hospiton
- reptile (2): țestoasa de baltă (Emys orbicularis), Euleptes europaea

Pe lângă speciile protejate, pe teritoriul sitului au mai fost identificate 20 de specii de plante, 15 specii de păsări, 2 specii de amfibieni, 1 specie de nevertebrate, 2 specii de reptile.